# خیوه
خیوه (به ازبکی: Xiva / Хива)، (به روسی: Хива) نام شهری است با حدود نیم میلیون نفر جمعیت در استان خوارزم ازبکستان، واقع در ۲۵ کیلومتری جنوب گرگانج.
شهر خیوه در حدود هزار کیلومتری شمال غرب تاشکند، پایتخت ازبکستان، و در ۶۰۰ کیلومتری شمال بخارا واقع شده‌است و اقتصاد آن برپایه کشاورزی است.
خیوه در ساحل چپ آمودریا در کنار نهر پَلوان در واحه خوارزم قرار دارد. این واحه است تنها مکان سبز و خرم در سرزمین وسیعی از بیابان است. در جنوب خیوه، بیابان قره‌قوم قرار دارد. در شمال شرق شهر نیز بیابان قزل‌قوم قرار دارد. امروزه تولید پنبه پایه اصلی اقتصاد است، اما صنایع دستی سنتی مانند قالی‌بافی، گلدوزی و کنده‌کاری روی چوب و سنگ باقی مانده‌اند.
زمانی خیوه مرکز سرزمین خوارزم بود و امروز در کشور ازبکستان جای گرفته‌است و مرکز استان خوارزم در این کشور است. بازرگانان خاورمیانه در سده دهم میلادی از این شهر نام می‌برند هر چند که باستان‌شناسان پیشینه آن را به سده شش میلادی می‌رسانند. تا پیش از چیرگی روس‌ها بر خوارزم خان‌هایی بر این سرزمین با مرکزیت خیوه فرمان می‌راندند.
خیوه شهری است با مجموعه‌ای از بناهای تاریخی که در حصاری از خشت و گل به نام «ایشان‌قلعه» یا «ایچان‌قلعه» قرار گرفته‌اند. این بناها که به سبک معماری اسلامی و ایرانی ساخته شده، شامل دروازه‌ها، مسجدها، مدرسه‌ها، آرامگاه‌ها، گرمابه‌ها، کاخ‌ها و خانه‌های سنتی است و همواره مورد توجّه باستان‌شناسان و تاریخ‌دانان بوده و جهانگردان بسیاری را به خود جذب کرده‌است.
مردم ایرانی‌تبار آسیای میانه طی سده‌ها در معرض تاخت ترک‌تباران واردشده از شرق بودند که مردم ایرانی محل را به عنوان برده با خود می‌بردند. تنها در نیمه اول قرن نوزدهم، حدود هشتاد هزار همچنین تعداد نامعلومی از روس‌ها، قبل از فروش به عنوان برده به خیوه برده شدند. بسیاری از آنها برای ساختن ساختمان‌هایی در ایچان‌قلعه (دربار سلطنتی) که برجسته‌ترین ویژگی شهر تاریخی خیوه است، به بیگاری گرفته شدند.
آرامگاه پوریای ولی در میان مجموعه فرهنگی - تاریخی ایچان‌قلعه قرار دارد. آرامگاه پوریای ولی خود یک مجموعه فرهنگی ـ تاریخی است و در فاصله سده‌های هشتم تا چهاردهم هجری (۱۴ تا ۲۰ میلادی)، برای بزرگداشت نام «پهلوان محمود» پسر پوستین‌دوزی که علاوه بر پهلوانی، شاعر و جوانمرد نیز بود، ساخته شده‌است.
خیوه دو بخش دارد، بخش بیرونی دیجان‌قلعه نام دارد. این بخش دارای باروی و دیواری بود که ۱۱ دروازه داشت. بخش درونی ایچان‌قلعه نام دارد. این بخش دیواری خشتی دارد که گرداگردش را فراگرفته‌است. برخی بر این باورند که پی این دیوار در سده ۱۰ میلادی ریخته شده‌است. دیوارهای کنگره‌دار آن به بلندای ۱۰ متر به سده هفدهم میلادی بازمی‌گردد.
این شهر ۵۰ اثر تاریخی و ۲۵۰ خانه کهن - که بیشترشان به سده‌های هجدهم و نوزدهم بازمی‌گردند- دارد. برای نمونه مسجد آدینه این شهر در سده دهم میلادی راه‌اندازی شد و در سال‌های ۱۷۸۸–۸۹ میلادی بازسازی گردید. همچنین سرسرای ستوندار شناخته شده این شهر که دارای ۱۱۲ ستون از مصالح ساختمانی کهن هنوز سرپاست.

## نماهایی از خیوه

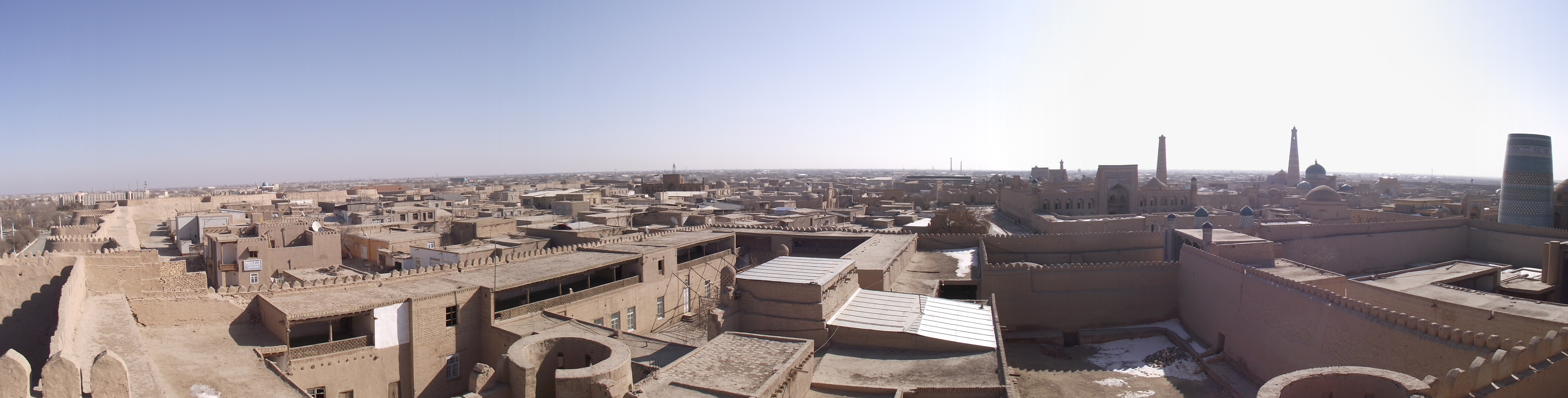

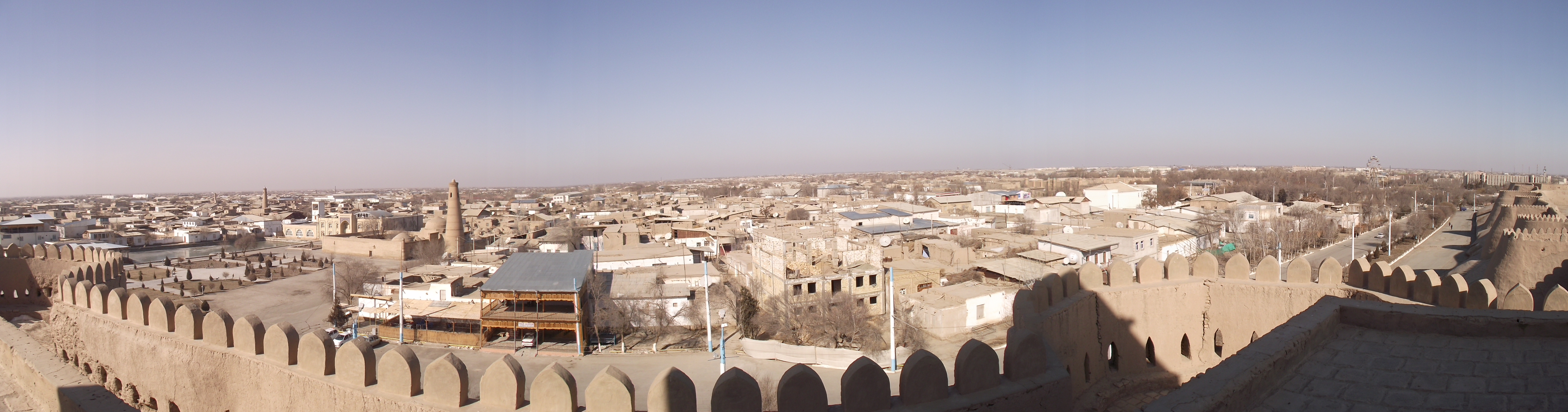

## پیشینه

### شهر ایرانی

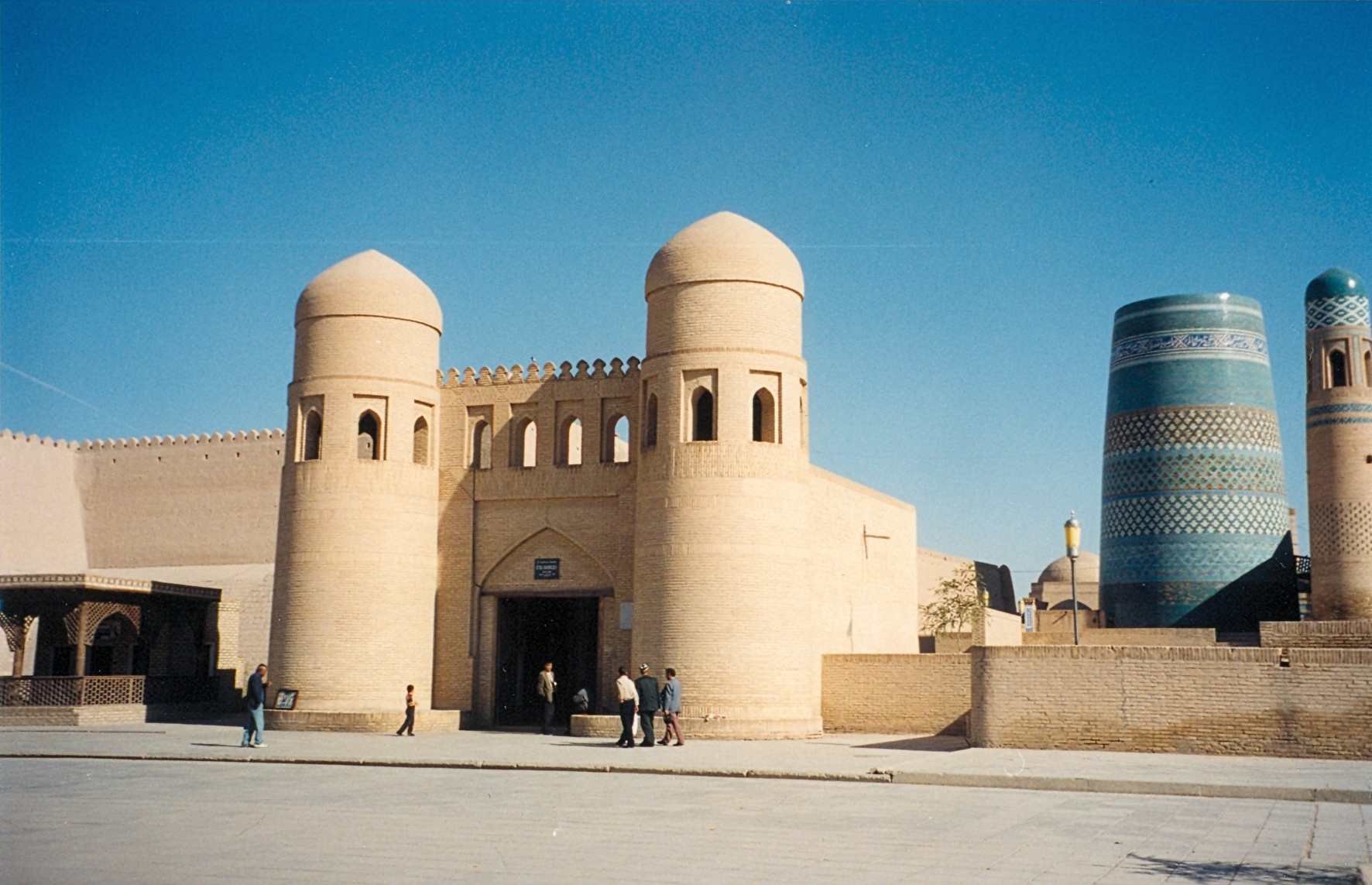
دروازه غربی خیوه.

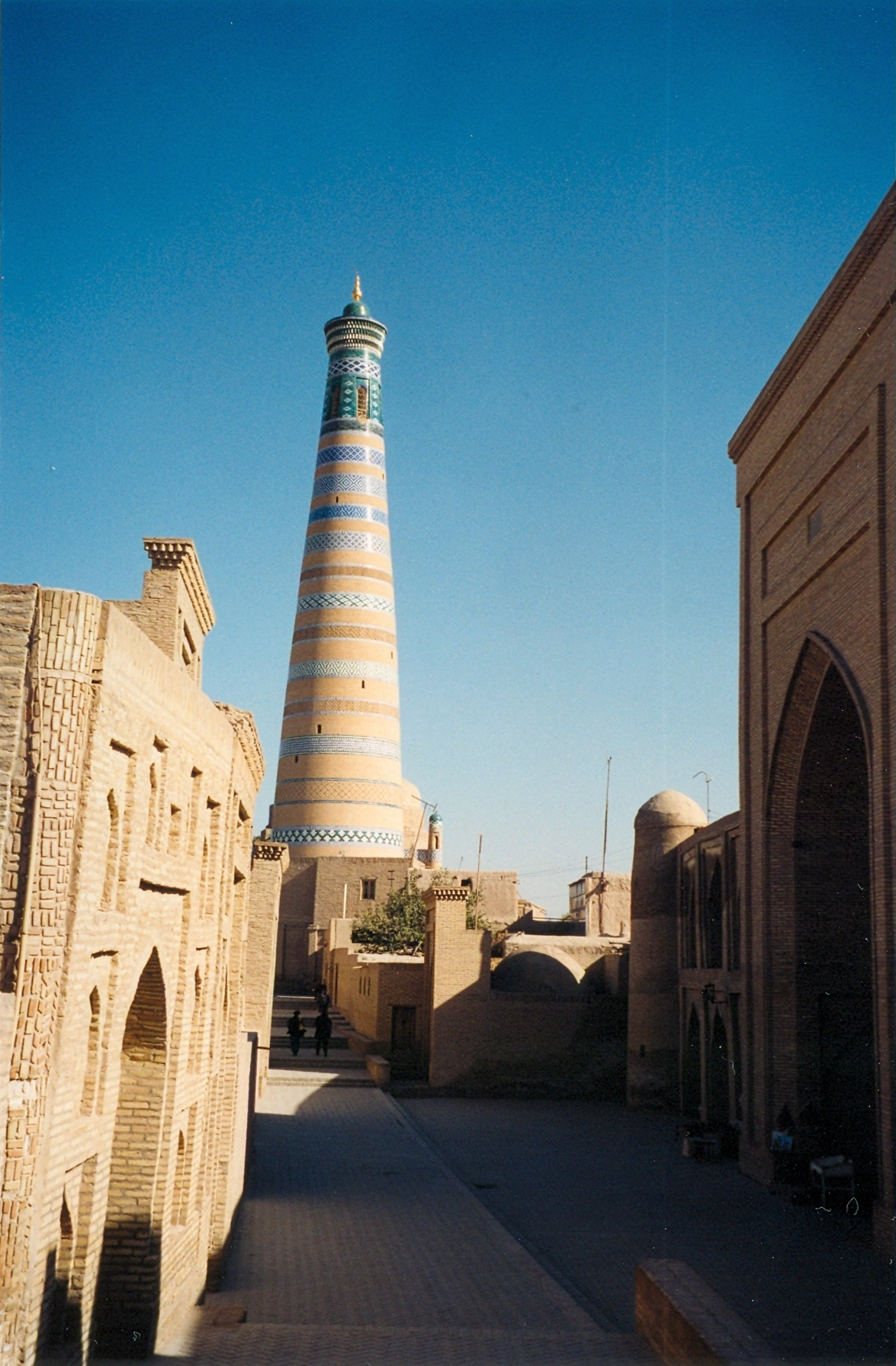
خیابانی در خیوه.

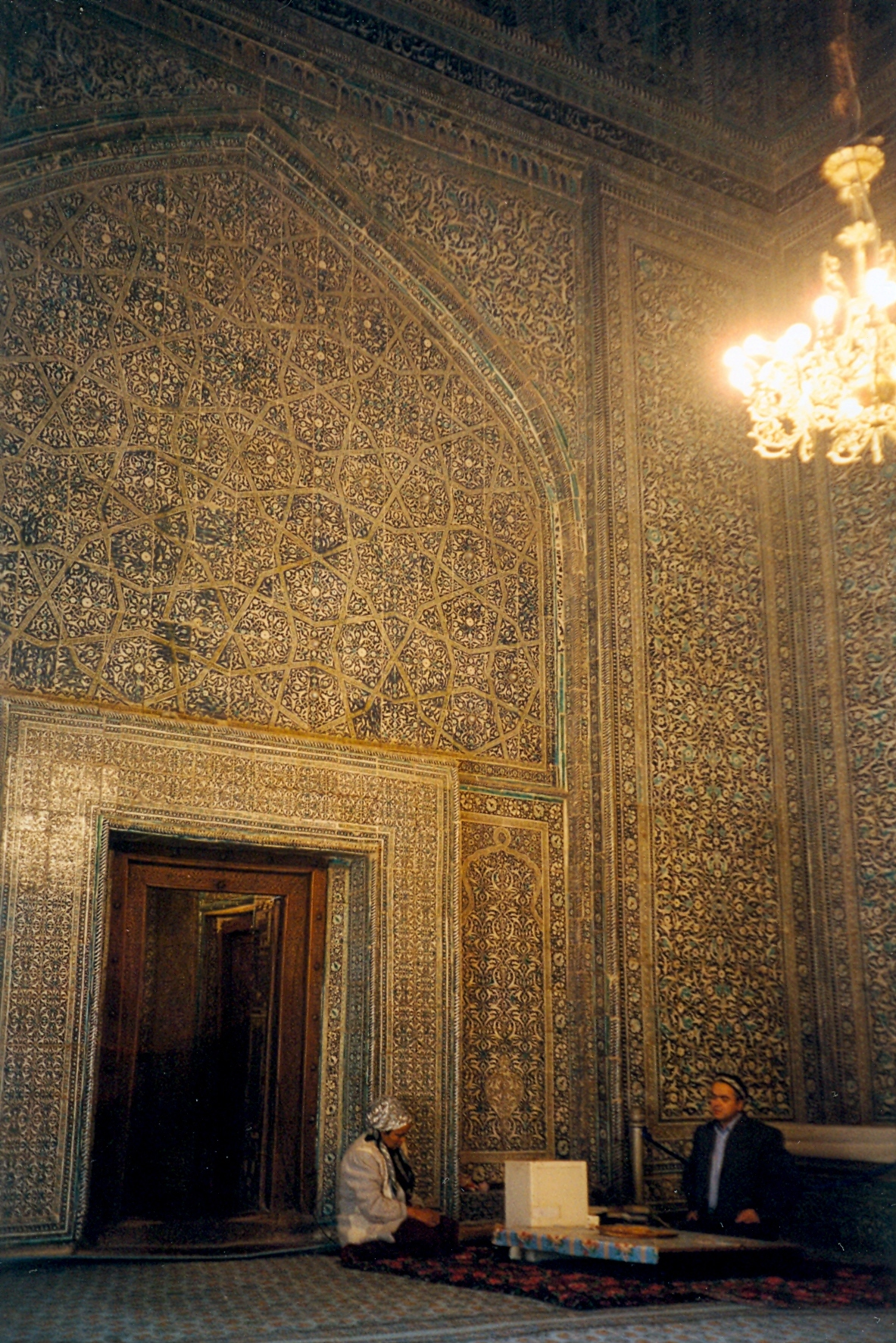
آرامگاه سید علاءالدین.

بسیاری از پژوهندگان، سرزمین خوارزم را همان مکانی می‌دانند که در اوستا از آن به عنوان ایران‌ویج، سرزمین اصلی آریاییان، یاد شده‌است.
خیوه در روزگاران باستان بخشی از قلمرو سکاهای تیزخود، از اقوام ایرانی منطقه بود و در دوره‌های بعد جزئی از شاهنشاهی ایران گشت. شکل اصلی کهن‌تر نام آن خیوَگ بوده‌است.
دودمان ایرانی‌تبار آفریغیان که از والیان ساسانیان بودند در سرزمین خوارزم فرمان می‌راندند و پس از اسلام تا سال ۴۰۸/۱۰۱۷ پایدار ماندند اما در آن سال از محمود غزنوی شکست خوردند. این رویداد پایان فرمان‌روایی ایرانی‌تباران بر خوارزم را رقم زد و ترک‌سازی منطقه به مرور زمان عنصر ایرانی را در اقلیت و عنصر ترک را در خوارزم به اکثریت رساند.
در افسانه‌های محلی اسلامی، یک داستان برای بنای خیوه ساخته شده‌است به این صورت که سام، یکی از پسران نوح، «پس از طوفان، خود را به تنهایی در بیابان سرگردان پیدا کرد. خواب ۳۰۰ مشعل در حال سوختن را دید. هنگامی که از خواب بیدار شد، از این فال خرسند شد، او شهر را با خطوط کلی به شکل یک کشتی که بر اساس محل قرارگیری مشعل‌هایی که در خواب دیده بود، بنا کرد. چاه خیوک که آب آن طعم شگفت‌انگیزی داشت، امروز هم می‌توان این چاه را در ایچان‌قلعه (شهر داخلی شهر خیوه) مشاهده کرد».
خیوه در سده دهم میلادی به عنوان منزلگاهی در راه کاروانی میان کهنه گرگانج، مرکز خوارزم، به مرو در ایران آن‌زمان، اهمیت یافت.
خیوه در سال ۱۲۲۶ میلادی با حمله لشکر چنگیزخان مغول تقریباً با خاک یکسان شد. در خلال سده‌های پانزدهم و شانزدهم و با نابودی شهر گرگانج به‌دست تیمور لنگ، خیوه به‌تدریج گرگانج را تحت‌الشعاع قرار داد و کرسی خوارزم گردید و نام خود را به‌عنوان خانات خیوه به همه آن سرزمین داد. جغرافی‌نویسان مسلمان در قرن چهارم چند بار آن را به‌عنوان شهری کوچک اسم برده‌اند. تلفظ قدیم آن «خیوق» (از روی فارسی میانهٔ خیوَگ) بود که یاقوت حموی نیز آن را خیوق می‌نامد و اضافه می‌کند که در قرن هفتم اهالی آن مذهب شافعی داشتند در صورتی که تمام شهرهای دیگر بر مذهب حَنَفی بوده‌اند. خیوه در آن تاریخ از این جهت شهرت داشت که محل تولد شیخ نجم‌الدین کبری بود که هنگام هجوم مغول در دفاع از گُرگانْج سهم بزرگی داشت و هم در آن واقعه مقتول گردید. به‌طوری‌که ابن بطوطه یک قرن بعد ذکر می‌کند تربت او در نزدیکی گرگانج زیارتگاه عموم مردم بود.

### خانات خیوه
دودمان اول خان‌های خیوه معروف به سلسله عربشاهیه است که به‌وسیله ایلبارس از خاندان شیبانی از نوادگان جوجی‌خان بنیاد شد. پس از او فرزندان او حکومت کردند تا آنکه این حکومت برافتاد و فرمانروایی خوارزم به‌دست ایناق، بزرگ خاندان قنقرات افتاد و اگر چه در ظاهر کسانی را از خاندان چنگیزخان به تخت خانی می‌نشانیدند ولی فرمانروایی آن‌ها جز در موارد استثنائی اسمی بیش نبود.
از اواخر سده دهم هجری (سده شانزدهم میلادی) به بعد خیوه مرکز خانات منطقه بود. در اوایل سده سیزدهم (بیستم میلادی) در تهاجم روس‌ها به فرارود، این شهر نیز مورد حمله قرار گرفت و آسیب بسیار دید، اما بعدها ازنو بازسازی شد و به شهری در حکم موزه تبدیل گردید.
در سده ۱۷ م. پتر بزرگ با خانات خیوه روابطی برقرار کرد ولی با حمله نادرشاه افشار در سال۱۷۴۰ و از بین بردن ایلبارس دوم مدتی این حکومت به‌دست گماشته نادر اداره می‌شد اما این تحت‌الحمایگی نادر طولی نکشید و باز خانی از خانات خیوه حاکم آنجا شد.
پس از چندی در نتیجه تازش‌ها و دستبردهای ترکمن‌های یموت، خیوه ویران شد ولی در سال ۱۷۷۰ م. محمدامین بزرگ خاندان قنقرات بر ترکمان‌ها چیره شد و رونق شهر و خانات خیوه را تجدید نمود. در سال ۱۲۱۹ قمری ایناق وقت بنام ایلتوزر که از نوادگان محمدامین بود خود را عنوان خان داد و دودمان ایناق را بنیاد کرد و آن دومین سلسله از خان‌های خیوه است که تا سال ۱۸۷۳ م. که حکومت آن‌ها تحت‌الحمایه روسیه شد دوام داشت و آن‌ها بدین‌قرار است: ایلتوزر (۱۲۱۹–۱۲۲۱ هَ. ق)، محمدرحیم خان (۱۲۲۱–۱۲۴۹ هَ. ق)، اﷲ قلی خان (۱۲۴۹–۱۲۵۸ هَ. ق)، رحیم قلیخان (۱۲۵۸–۱۲۶۱ هَ. ق)، ابوالغازی محمدامین خان (۱۲۶۱–۱۲۷۱ هَ. ق)، عبداﷲخان (۱۲۷۱–۱۲۷۲ هَ. ق)، قتلغ محمدخان (۱۲۷۲ - ؟)، سیدمحمدخان (۱۲۷۲؟ - ۱۲۸۲ هَ. ق)، سید محمدرحیم خان (۱۲۸۲–۱۲۹۰ هَ. ق).
در قرن هفدهم، خیوه به عنوان یک بازار برده‌فروشی شروع به توسعه کرد. مردم ایرانی‌تبار آسیای میانه طی سده‌ها در معرض تاخت ترک‌تباران واردشده از شرق بودند که مردم ایرانی محل را به عنوان برده با خود می‌بردند. تنها در نیمه اول قرن نوزدهم، حدود یک میلیون ایرانی و همچنین تعداد نامعلومی از روس‌ها، قبل از فروش به عنوان برده به خیوه برده شدند. بسیاری از آنها برای ساختن ساختمان‌هایی در ایچان‌قلعه (دربار سلطنتی) که برجسته‌ترین ویژگی شهر تاریخی خیوه است، به بیگاری گرفته شدند.
در سال ۱۲۴۶ ق/۱۸۳۰ م. نزدیک به پانصد نفر در سرخس بودند که ایرانیان شیعه‌مذهب را که از سوی ترکمن‌ها به اسارت درمی‌آمدند به بازارهای خیوه و بخارا برده و در آنجا این اسیران را خرید و فروش می‌کردند. در ۱۲۴۷ ق/۱۸۳۱ عباس میرزای ملک‌آرا، برادر ناصرالدین‌شاه، به سرخس رفته و اسیران را آزاد کرد و بساط برده‌داران را برچید.
در سال ۱۸۷۳ و در دوره سیدمحمدرحیم خان روسیه لشکر بزرگی به همراه ژنرال روس فون کاوفمن به خیوه فرستاد و بدون جنگ خان خیوه تسلیم شد و سید محمدرحیم خان تا سال ۱۹۱۰ م. حکومت کرد ولی دست‌نشانده روس‌ها بود.

### فتح به‌دستِ روس‌ها
روس‌ها از ۱۲۵۶ ق/۱۸۴۰ م تا ۱۲۹۲ ق/۱۸۷۵ م در آغاز به تدریج اما از ۱۲۸۰ ق/۱۸۶۳ م با سرعت هرچه بیشتر به پیشروی خود در فرارود ادامه دادند و در ۱۲۹۲ ق/۱۸۷۵ م به‌طور کامل بر فرارود چیره شدند و آن را جزئی از قلمرو خود به‌شمار آوردند.
روس‌ها در آغاز بیشترین فشار را به خان خوارزم آوردند و در ۱۲۷۰ ق/۱۸۵۵ م با توسعه و گسترش قلمرو خود در فرارود به خیوه حمله کردند و پس از فتح خیوه، خان خوارزم به بخارا گریخت، اما پس از چندی بازگشت و ظاهراً روس‌ها خیوه را تخلیه کرده بودند.

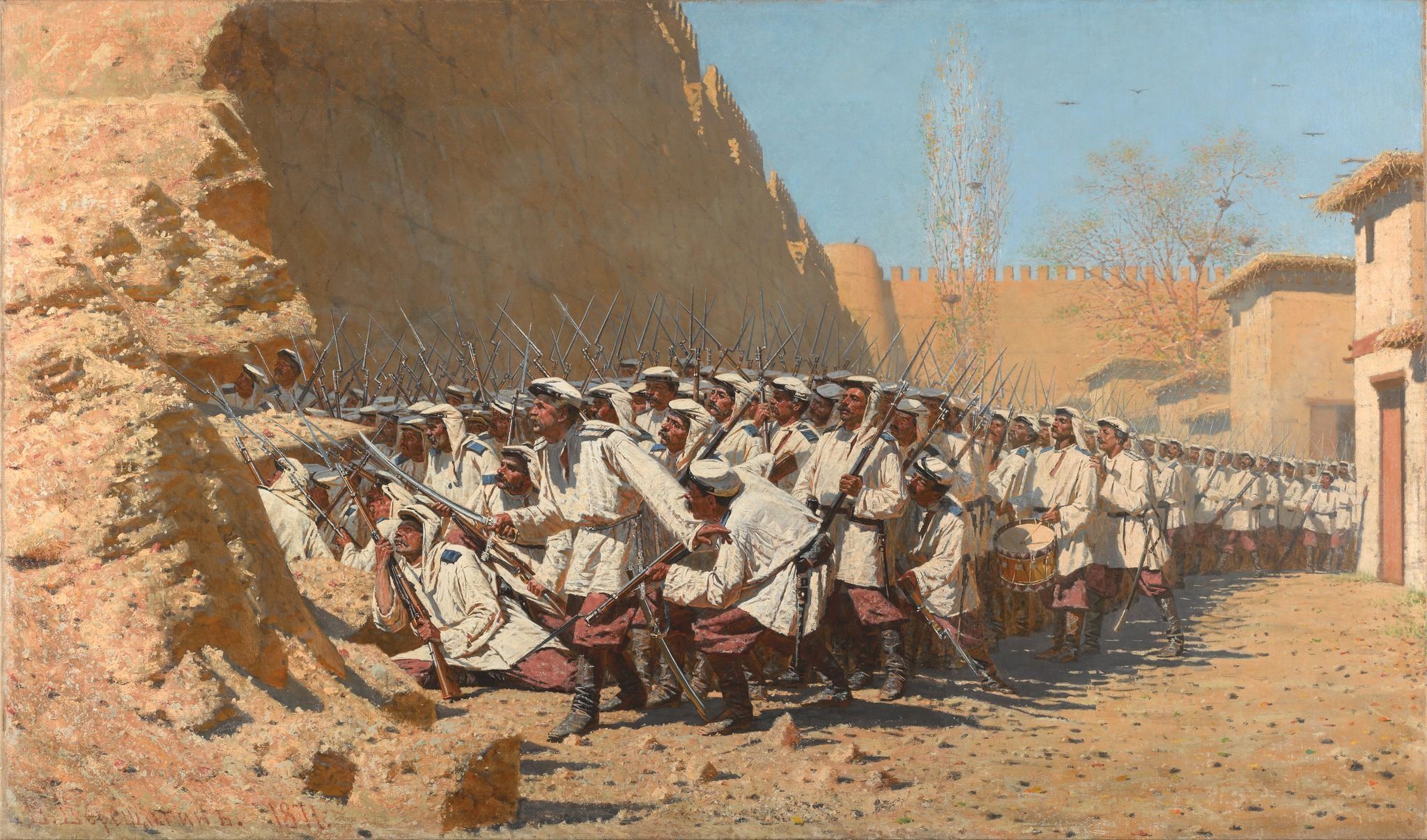
واسیلی ورشچاگین، نقاش روس، در حمله لشکریان روس به خیوه حضور داشت.

سال بعد یعنی در ۱۲۷۱ ق/۱۸۵۴ م خان خیوه به طرف خراسان لشکرکشی کرد و ضمن جنگ و ستیز با دولت ایران، محمد امین خان، خان خیوه کشته شد. سر او را به‌عنوان پیروزی به تهران فرستادند. ناصرالدین شاه دستور داد که با احترام، سر او را غسل داده و به کفن‌ودفن آن پردازند. عامل اصلی دستور خود را بزرگزادگی خان و پاس مراوده و خدمات اجداد او نسبت به دولت ایران اعلام کرد.
پس از آنکه از شوکت و ابهت خان بخارا کاسته شد، روس‌ها در پی فرصتی برای تصرف کامل فرارود بودند، هنگامی در ۱۲۹۰ ق/۱۸۷۳ م جمعی از سرشناسان قرقیز به سن‌پترزبورگ رفته و از ستم‌های خان خیوه دادخواهی کردند، بلافاصله ژنرال کفمان با ۱۲۰۰۰ سپاهی به تنبیه خان خیوه مأمور شد در تابستان همان سال از دو نقطه وارد خیوه شدند و پس از تصرف مقر حکومت خان خوارزم، مصالحه‌نامه‌ای با وی منعقد کردند که اولاً یک قسمت از سرزمین او به تصرف روس‌ها و قسمت دیگری هم به تصرف امیر بخارا درآید و ثانیاً خود او مانند دیگر خان‌های فرارود در تحت سلطه روس‌ها باشد. انعقاد مصالحه‌نامه سبب شورش طایفهٔ یموت ساکن در خیوه شد و خان برای سرکوبی آنان ناگزیر از یاری گرفتن از سرداران روس شد.
پیشروی روس‌ها و تسلط بر خیوه، سبب اعتراض گروهی از سیاستمداران انگلیسی شد و دولت روسیه ناگزیر شد که ژنرال شوالف آجودان ویژه امپراتور را جهت اطمینان دولت انگلیس به لندن بفرستد و لرد گرانویل وزیر امور خارجه انگلیس در گشایش مجلس انگلیس به وکلای ملت اطمینان داد که دولت روس به‌هیچ‌وجه در خیال نگاه داشتن خیوه نیست.
شدت جنگ خیوه بازتاب جهانی داشت و خبرنگاران از اقصی نقاط دنیا به خیوه آمده بودند و برخی از آنان یادداشت‌های مفصلی دربارهٔ فتح خیوه توسط روس‌ها نگاشتند.
پس از انقلاب روسیه در ۲۶ آوریل ۱۹۲۰ م. جمهوری خلق خوارزم تشکیل شد و خیوه جزء آن درآمد. پس از واژگونی تزارها سرانجام خیوه در تقسیم‌بندی تازه کشور در سال ۱۹۲۴ به ازبکستان پیوست.